# José de Araújo Costa
José de Araújo Costa foi um político brasileiro.
Foi 2º vice-presidente da província do Piauí, exercendo a presidência interinamente de 27 de fevereiro a 15 de abril de 1878.